# ウルシュラ・ラドワンスカ
ウルシュラ・ラドワンスカ（Urszula Radwańska,  [urˈʂula radˈvaɲska]、1990年12月7日 - ）は、ポーランドの女子プロテニス選手。ドイツ・ノルトライン＝ヴェストファーレン州アハウス出身でクラクフに在住している。自己最高ランキングはシングルス29位、ダブルス74位。これまでにWTAツアーでシングルス優勝はないがダブルスで1勝を挙げている。身長177cm、体重57kg。右利き、バックハンド・ストロークは両手打ち。1歳年上の姉、アグニエシュカ・ラドワンスカもプロテニス選手である。

## 来歴
5歳のときから姉のアグニエシュカとともに父親の手ほどきでテニスを始めた。2005年にプロに転向。しばらくはジュニア大会やITFのサーキット大会に出場し2007年ウィンブルドン選手権ジュニア女子シングルス・ダブルスで2冠を獲得。2007年全仏オープンと2007年全米オープンジュニア女子ダブルスで優勝している。2007年5月のイスタンブール・カップのダブルスでは姉のアグニエシュカとのペアで決勝に進出し、詹詠然&サニア・ミルザ組を 6–1, 6–3 で破りツアー初優勝している。
2008年ウィンブルドン選手権で主催者推薦選手として、4大大会シングルスに初出場。クララ・ザコパロバを 6-1, 6-4 で破り2回戦でセリーナ・ウィリアムズに 4-6, 4-6 で敗れた。
2009年のドバイ・テニス選手権では1回戦で当時10位の姉アグニエシュカに 6-4, 6-3 で勝利した。ラドワンスカ姉妹対決は4回あり姉の3勝1敗である。3月のBNPパリバ・オープンでは2回戦で当時8位のスベトラーナ・クズネツォワを 6-2, 4-6, 6-3 で破り4回戦まで進出している。バーミンガム、イスタンブール、ロサンゼルスの3大会でベスト8に進出した。2009年全仏オープンではアグニエシュカと組んだダブルスでベスト8に進出している。
2010年全豪オープンでは1回戦でセリーナ・ウィリアムズに 2-6, 1-6 で敗れた。この試合を最後に故障で7カ月間ツアーを離れた。2010年全米オープンでは1回戦でアンナ・チャクベタゼを 6-3, 6-3 で破り初戦を突破したが2回戦でルルド・ドミンゲス・リノに 2-6, 5-7 で敗れた。
2012年6月のユニセフ・オープンでは予選から勝ち上がりツアー初のシングルス決勝に進出した。ナディア・ペトロワに 4–6, 3–6 で敗れ準優勝となった。ロンドン五輪でオリンピックに初出場。シングルス2回戦で金メダルを獲得したセリーナ・ウィリアムズに 2-6, 4-6 で敗れた。姉のアグニエシュカと組んだダブルスでも2回戦でリサ・レイモンド&リーゼル・フーバー組に 4-6, 6-7 で敗退した。9月のタシケント・オープンと広州国際女子オープンでベスト4に進出し2012年10月8日付の世界ランキングで29位の自己最高位を記録した。
近年はランキングが下がり女子ツアー下部大会でプレーしている。

## WTAツアー決勝進出結果

### シングルス: 2回 (0勝2敗)
| 大会グレード          | 大会グレード                 |
| 2008年以前            | 2009年以後                   |
| --------------------- | ---------------------------- |
| グランドスラム (0–0)  |                              |
| WTAファイナルズ (0–0) |                              |
| ティア I (0–0)        | プレミア・マンダトリー (0-0) |
| ティア I (0–0)        | プレミア5 (0-0)              |
| ティア II (0–0)       | プレミア (0–0)               |
| ティア III (0–0)      | インターナショナル (0–2)     |
| ティア IV ＆ V (0–0)  | インターナショナル (0–2)     |

| 結果   | No. | 決勝日        | 大会               | サーフェス | 対戦相手           | スコア   |
| ------ | --- | ------------- | ------------------ | ---------- | ------------------ | -------- |
| 準優勝 | 1.  | 2012年6月23日 | スヘルトーヘンボス | 芝         | ナディア・ペトロワ | 4–6, 3–6 |
| 準優勝 | 2.  | 2015年7月26日 | イスタンブール     | ハード     | レシヤ・ツレンコ   | 5–7, 1–6 |

### ダブルス: 1回 (1勝0敗)
| 結果 | No. | 決勝日        | 大会           | サーフェス | パートナー                   | 対戦相手              | スコア   |
| ---- | --- | ------------- | -------------- | ---------- | ---------------------------- | --------------------- | -------- |
| 優勝 | 1.  | 2007年5月21日 | イスタンブール | クレー     | アグニエシュカ・ラドワンスカ | 詹詠然 サニア・ミルザ | 6–1, 6–3 |

## 4大大会シングルス成績
略語の説明
| W | F | SF | QF | #R | RR | Q# | LQ | A | Z# | PO | G | S | B | NMS | P | NH |

W=優勝, F=準優勝, SF=ベスト4, QF=ベスト8, #R=#回戦敗退, RR=ラウンドロビン敗退, Q#=予選#回戦敗退, LQ=予選敗退, A=大会不参加, Z#=デビスカップ/BJKカップ地域ゾーン, PO=デビスカップ/BJKカッププレーオフ, G=オリンピック金メダル, S=オリンピック銀メダル, B=オリンピック銅メダル, NMS=マスターズシリーズから降格, P=開催延期, NH=開催なし.
| 大会           | 2008 | 2009 | 2010 | 2011 | 2012 | 2013 | 2014 | 2015 | 2016 | 2017 | 通算成績 |
| -------------- | ---- | ---- | ---- | ---- | ---- | ---- | ---- | ---- | ---- | ---- | -------- |
| 全豪オープン   | LQ   | LQ   | 1R   | LQ   | 2R   | 1R   | A    | 1R   | 1R   | A    | 1–5      |
| 全仏オープン   | LQ   | 1R   | A    | LQ   | 2R   | 2R   | 1R   | LQ   | A    | A    | 2–4      |
| ウィンブルドン | 2R   | 2R   | A    | LQ   | 1R   | 2R   | 1R   | 2R   | LQ   | A    | 4–6      |
| 全米オープン   | LQ   | 1R   | 2R   | 1R   | 1R   | 2R   | LQ   | 1R   | LQ   | A    | 2–6      |